# Rudy
Rudy, nazývané také Rudy Wielkie nebo Rudy Raciborskie a německy Rudy či Groß Rauden, jsou vesnice ve gmině Kuźnia Raciborska v okrese Ratiboř v jižním Polsku v Horním Slezsku. Nachází se také na dolním toku řeky Ruda v geomorfologickém celku Płaskowyż Rybnicki v krajinném parku Park Krajobrazowy Cysterskie Kompozycje Krajobrazowe Rud Wielkich.

## Historie
První známá písemná zmínka pochází asi z roku 1228, kdy byl pořízen obraz Panny Marie s dítětem pro místní klášter z 13. století. První klášter se nedochoval kvůli tatarskému vpádu v roce 1241. Na počátku druhé poloviny 13. století sem však opět dorazili mniši z Cisterciáckého řádu z Jędrzejowa (okres Jędrzejów) a v roce 1252 začali budovat klášter, který v roce 1255 osídlili. O založení kláštera se dochovala listina z 21. října 1258, kterou vydal slezský kníže Vladislav I. Opolský (Władysław Opolski) a v roce 1674 ji potvrdil papež Řehoř X. Cisterciáci významně rozvíjeli místní hospodářství a osídlení. Zabývali se sadařstvím, lesnictvím, včelařstvím, rybníkářstvím, chovem zvířat. Další prudký vzestup nastal v 17. století za opata Ondřeje Emanuela Pospěla (Andrzej Emanuel Pospel), kde se začalo s kovářstvím a v roce 1725 i s hutnictvím mědi. V roce 1810 pruské úřady klášter zrušily a v jeho budovách byla zřízena vojenská nemocnice, která zde fungovala v letech 1813-1814. Německý etnograf Julius Roger zde sbíral lidové písně Horního Slezska pro svou hudební knihu Pieśni ludu polskiego w Górnym Szląsku vydanou ve Vratislavi v roce 1863. Při hlasování během plebiscitu v Horním Slezsku dne 20. března 1921 hlasovalo 726 oprávněných voličů pro setrvání v Německu a 385 pro setrvání v Polsku a Rudy se staly součástí německé Výmarské republiky a v roce 1933 Nacistického Německa. Během druhé světové války Němci ve vesnici zřídili a provozovali tři pobočné tábory nucených prací zajateckého tábora Stalag VIII-B/344.  V závěrečných fázích války, v roce 1945, procházel obcí směrem na Opavu pochod smrti vězňů pobočného tábora v Sosnowci patřícího ke koncentračnímu táboru Osvětim. Poté, co Rudá armáda dorazila do vesnice, byl klášter i kostel těžce poškozen požárem.

## Popis
Místo dalo název krajinném parku Park Krajobrazowy Cysterskie Kompozycje Krajobrazowe Rud Wielkich. Nejvyšší bod povrchu dosahuje výšky 271 m n. m. Působí zde také místní fotbalový klub LKS Buk Rudy.

### Části Rudy
- Biały Dwór
- Brantolka
- Kolonia Renerowska
- Paproć
- Podbiała
- Przerycie
- Szybki

## Zajímavosti
- Památný dub Cysters
- Sanktuarium Matki Bożej Pokornej w Rudach (Sanktuárium pokorné Matky Boží v Rudách)
- Zabytkowa Stacja Kolei Wąskotorowej v Rudach (Historická stanice úzkokolejné železnice v Rudách)
- Park Krajobrazowy Cysterskie Kompozycje Krajobrazowe Rud Wielkich
- Leśniczówka Buk (Hájovna buk) obklopená starymi buky. V polovině 19. století zde vysadila lípu princezna Victoria Adelaida Marie Luisa, dcera anglické královny Viktorie. Dnes je strom obklopen kruhem kamenů, na jednom z nich je vyryto princeznino jméno.
- Etnomuzeum Zaczarowana Chata (Etnomuzeum Kouzelná chalupa)[9]
- Kostel Kościół pw. Św. Marii Magdaleny w Rudach a hřbitov
- Komora Normobaryczna w Rudach – oxygenoterapie[10]
- Pocysterski Zespół Klasztorno-Pałacowy w Rudach (Cisterciácký klášterní a palácový komplex v Rudách)[5][11]
- Přírodní rezervace Starorzece przy Klasztorze w Rudach

### Turisické trasy
- Szlak Cysterski
- Szlak Husarii Polskiej
- Szlak Okrężny Wokół Gliwic
- Szlak Uroczyska Buk
- Szlak Zabytków Techniki Województwa Śląskiego

- Śląsko-Morawska Droga św. Jakuba
- další cyklotrasy

## Galerie

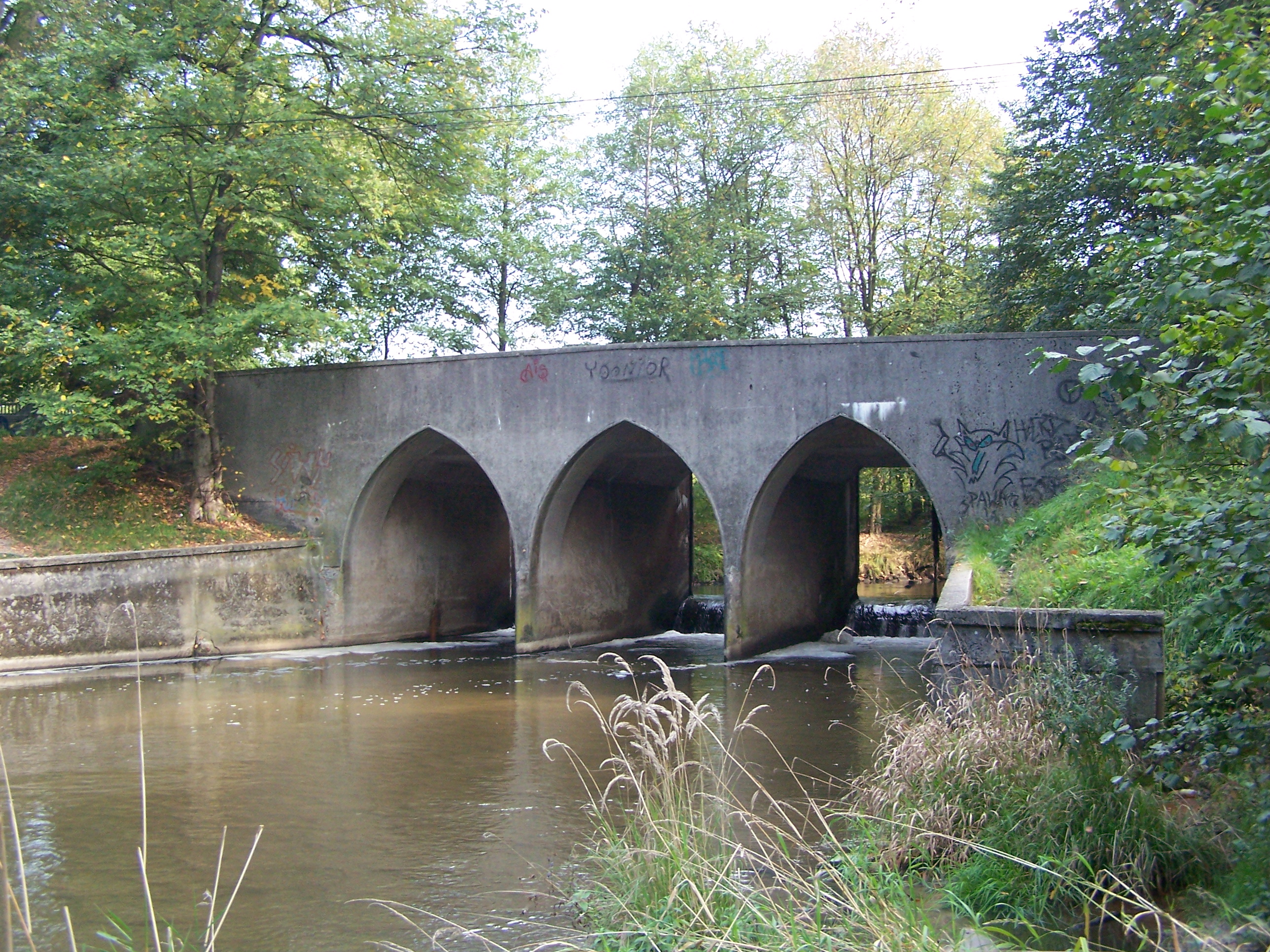
Most přes řeku Ruda
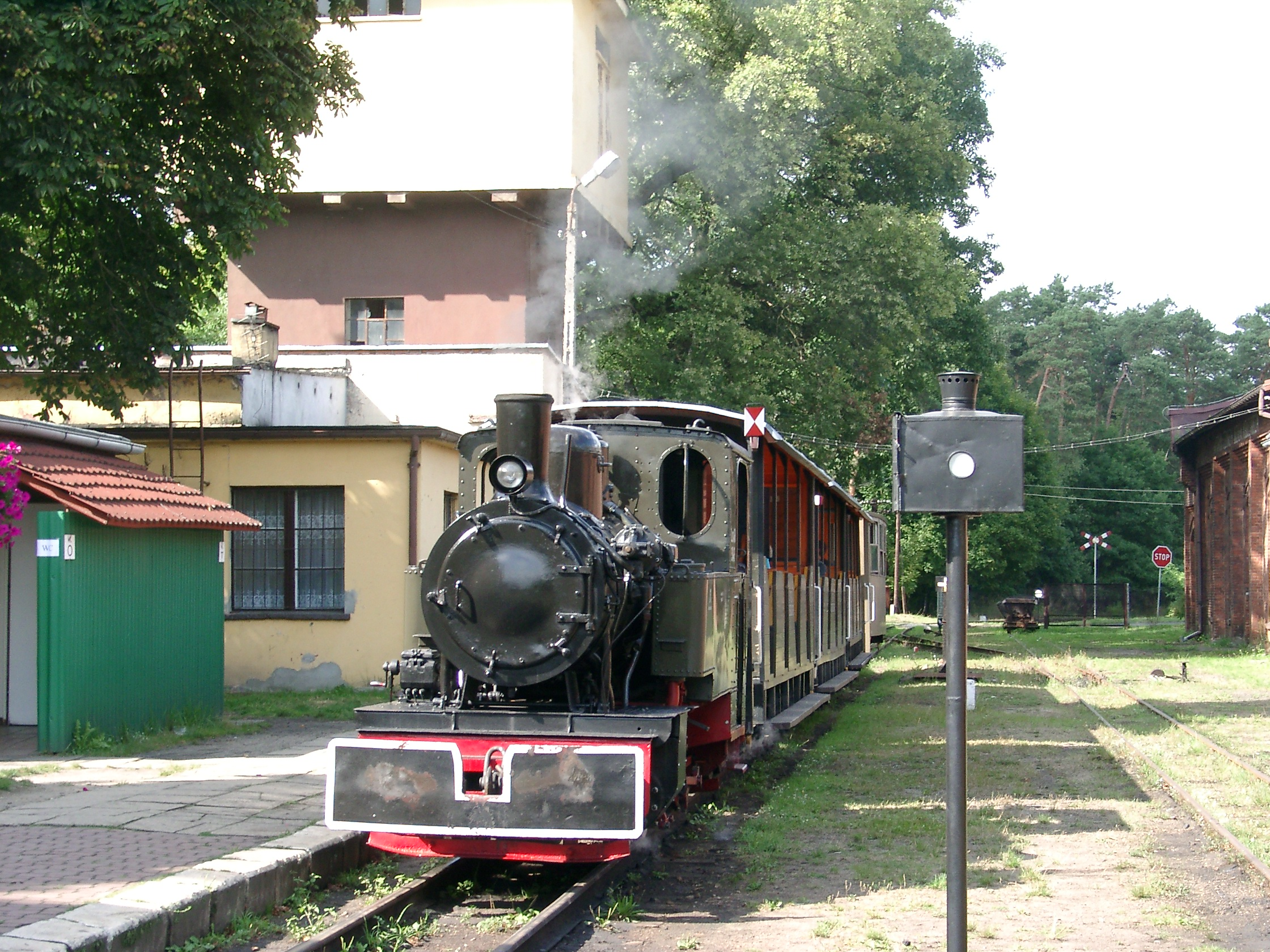
Úzkorozchodná železniční trať
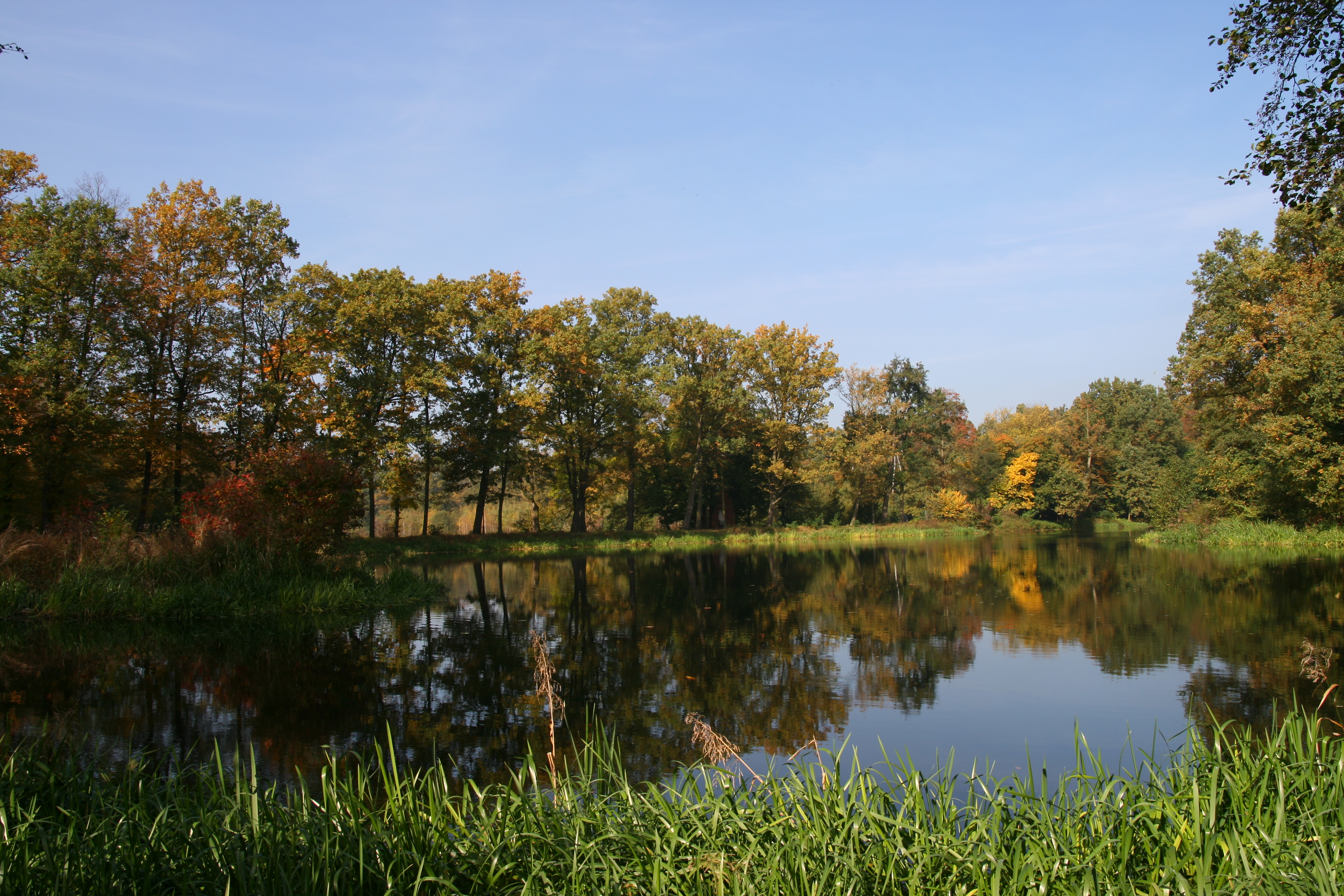
Park
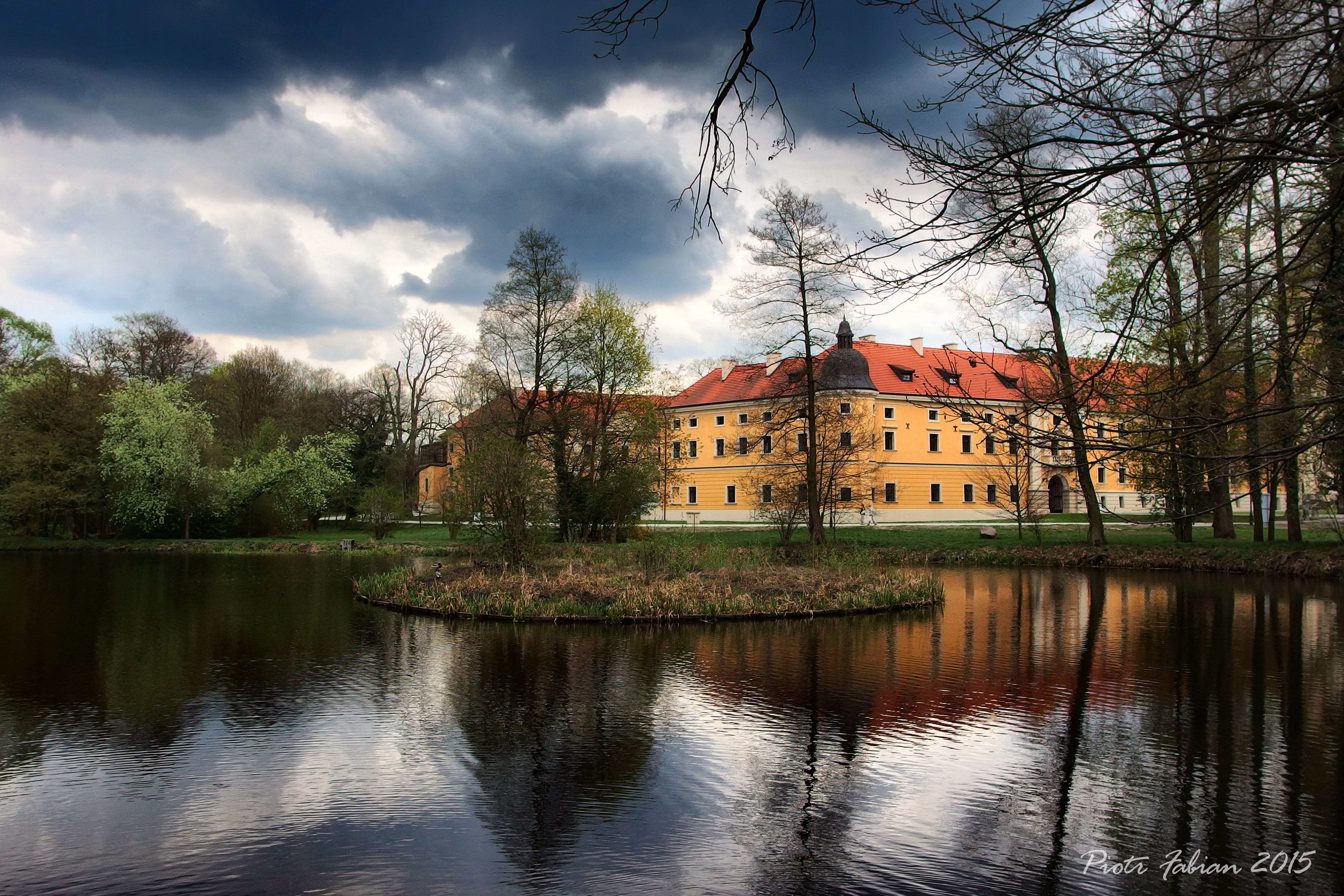
Park a klášter
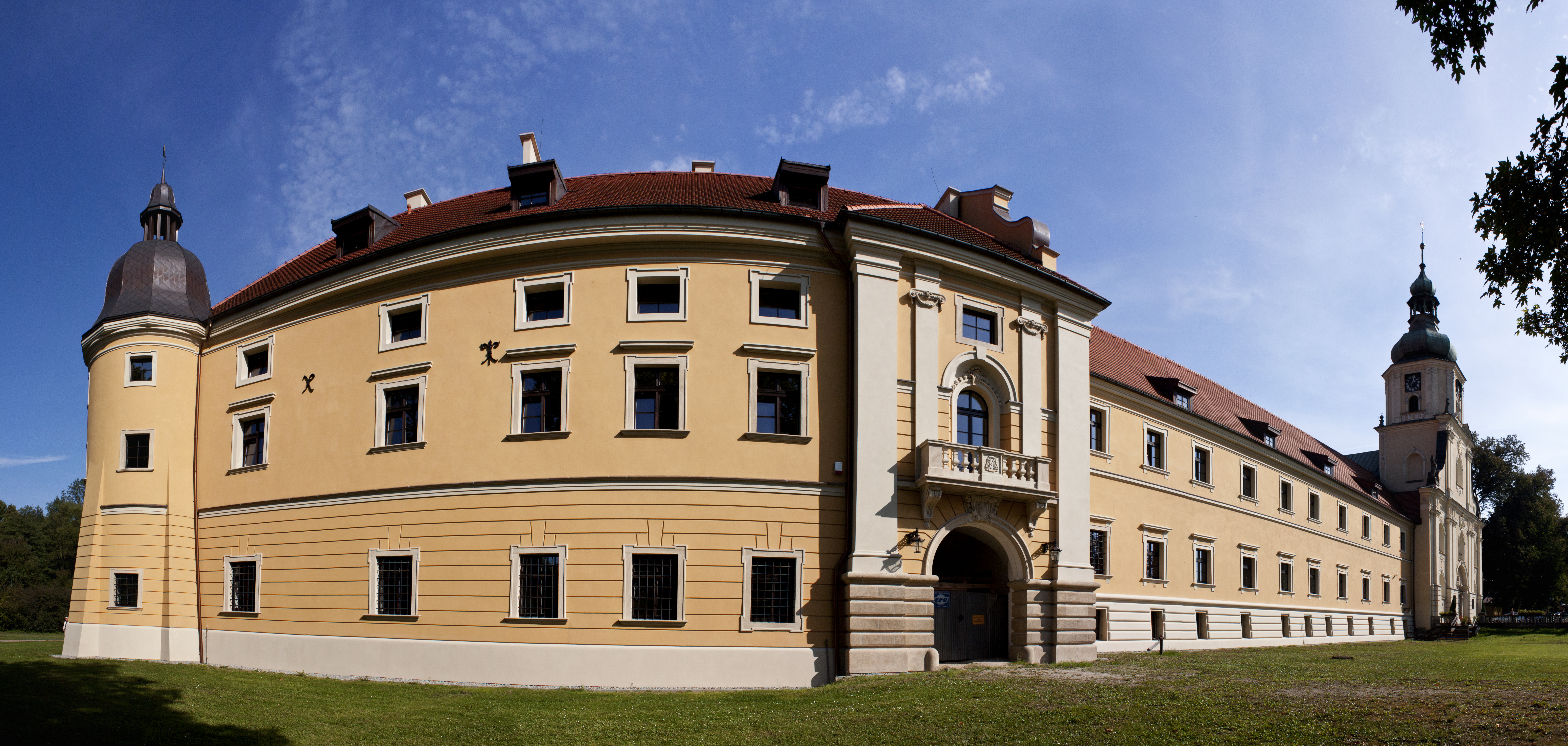
Klášter
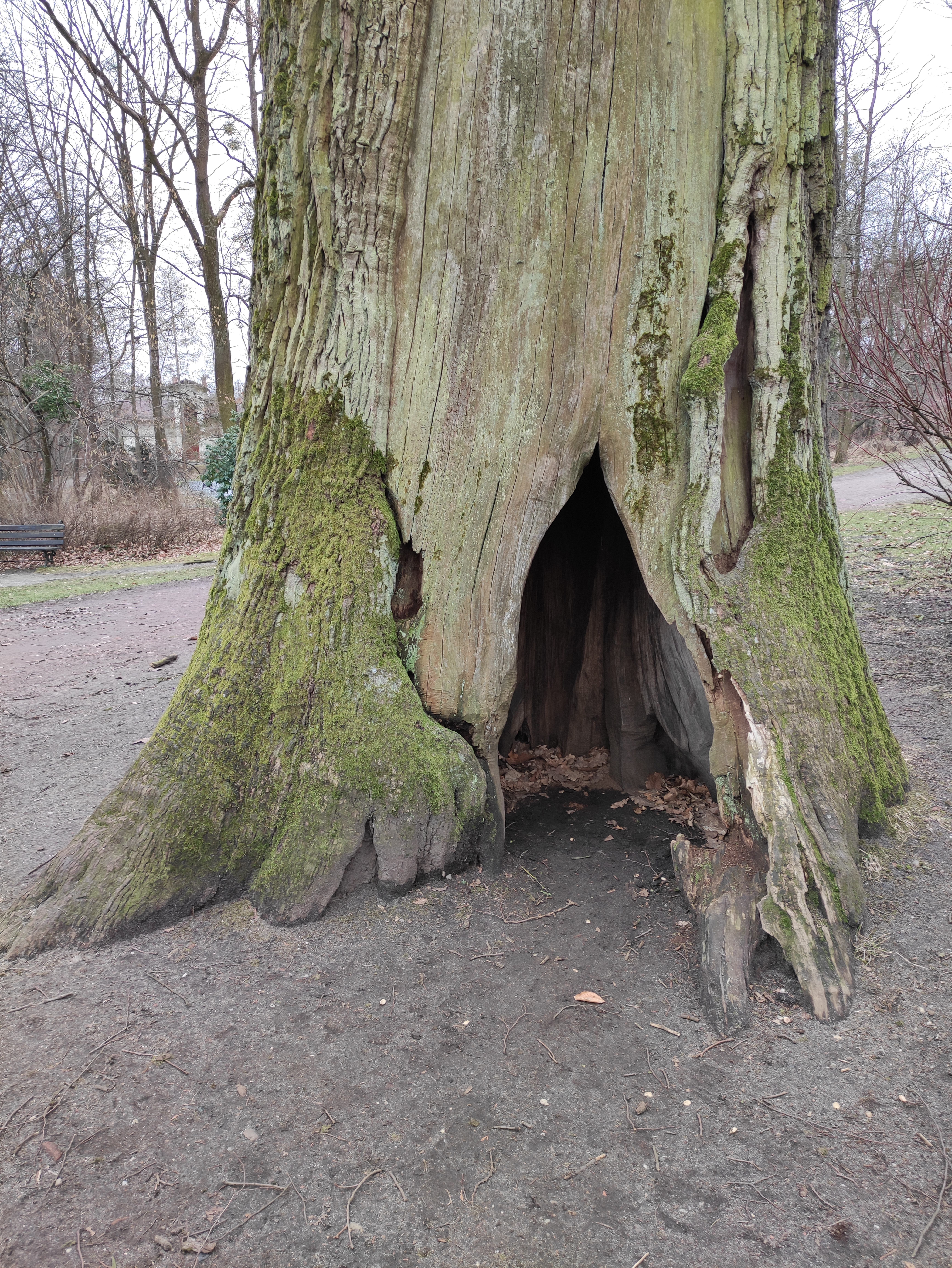
Dub Cysters
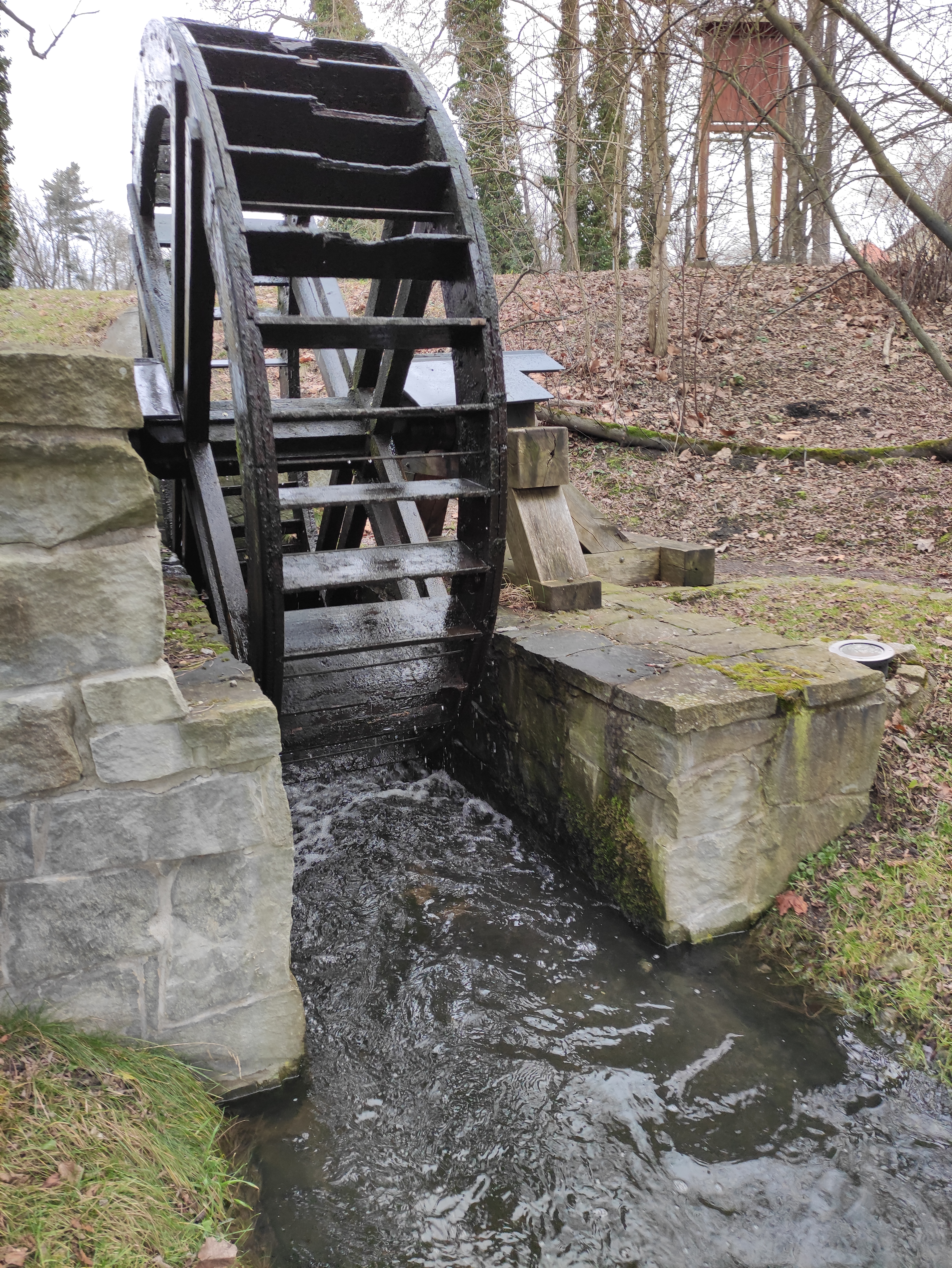
Mlýnské kolo
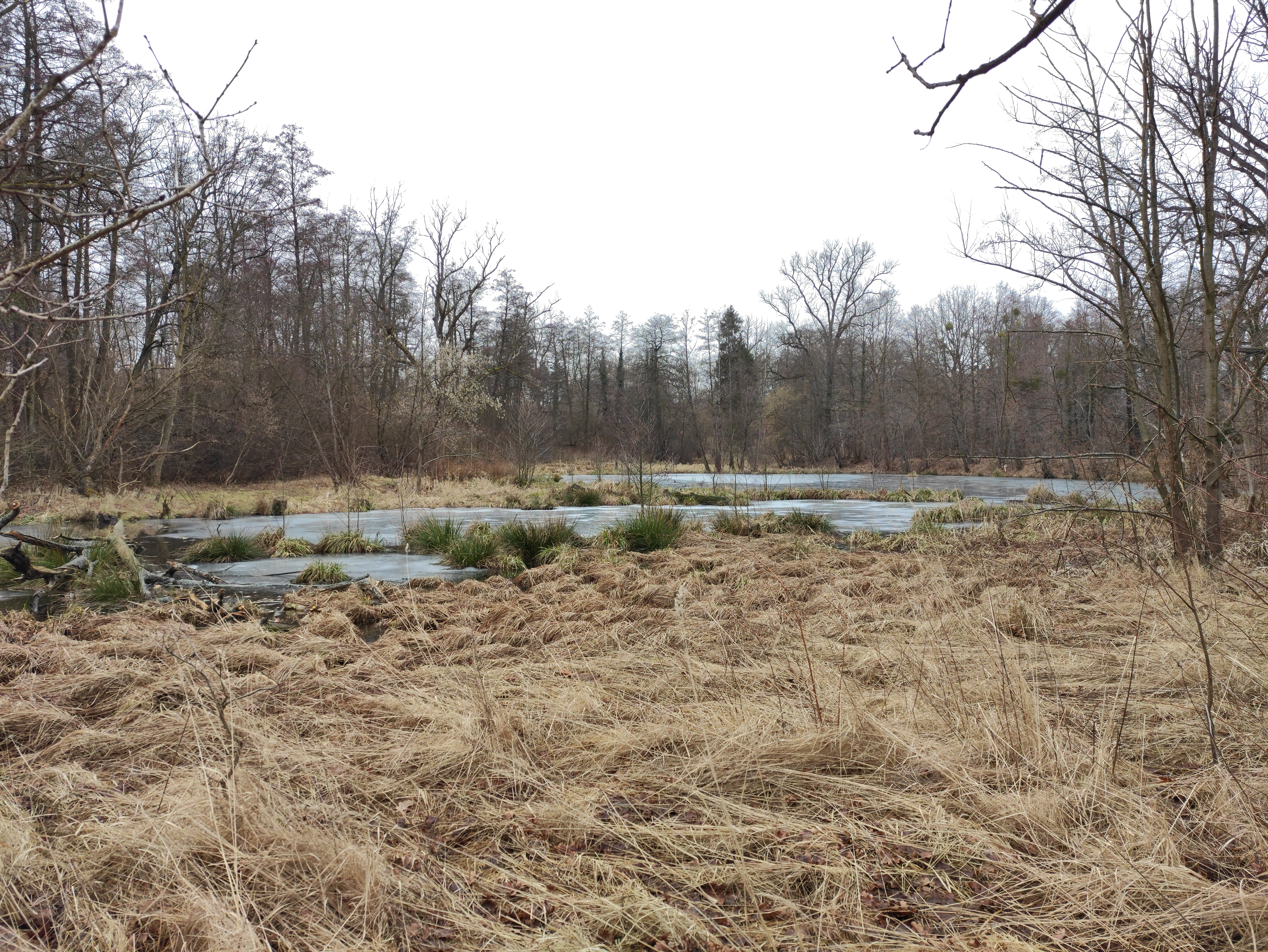
Přírodní rezervace Starorzece przy Klasztorze w Rudach